# Израильско-эквадорские отношения
Израильско-эквадорские отношения — двусторонние дипломатические, экономические, культурные и иные отношения между Эквадором и Израилем.
В настоящее время оба государства имеют дипломатические отношения друг с другом. Эквадор представлен посольством в Тель-Авиве, а Израиль — посольством в Кито.

## История
Эквадор был одной из стран, голосовавших за план раздела Палестины в ООН, что привело к образованию Государства Израиль.
Двусторонние отношения между двумя странами были установлены 18 июня 1957 года, когда Тувия Араци, первый посол Израиля в этой стране вручил верительные грамоты президенту страны Камило Понсе Энрикес в присутствии министра иностранных дел Карлоса Тобар Зальдумбиде и других министров кабинета.
В 2012 году эквадорский президент Корреа сравнил атаку на аргентинский еврейский центр в 1994 году (погибли 85 человек) с бомбардировкой Ливии войсками НАТО. По мнению президента Корреа гибель людей в Буэнос-Айресе ужасна, но не следует также «смотреть на то, откуда исходит реальная угроза».
В июне 2014 года в Иерусалиме были подписаны двусторонние соглашения о развитии и технологическом сотрудничестве между израильским министром экономики Нафтали Беннетом и его эквадорским коллегой Ричардом Эспинозой Гусманом. Президент Эквадора Рафаэль Корреа выразил свою поддержку Израилю, назвав его «единственной демократией на Ближнем Востоке», а также страной, которая «заставила пустыню цвести».
В августе 2014 года эквадорский президент Рафаэль Корреа отменил свой государственный визит в Израиль в знак протеста против проведения операции в Газе. Правительство Эквадора также отозвало своего посла из Тель-Авива и открыло посольство в Рамалле. Несмотря на письмо, отправленное правительству южноамериканской страны сенаторами Конгресса США, эквадорцы заявили, что продолжат поддерживать палестинцев.
В феврале 2017 года новый посол Эквадора в Израиле Мария Габриэла Троя Родригес (Maria Gabriela Troya Rodriguez) вручила свои верительные грамоты президенту Ривлину. На церемонии она заявила, что эквадорский президент Корреа восхищался Израилем и желал большего сотрудничества между двумя странами.
В мае 2017 года состоялась церемония инаугурации нового президента Эквадора Ленина Морено. Присутствовавший на ней министр израильского правительства Аюб Кара (Ликуд) впервые за 30 лет открыто и официально встретился с правительственной делегацией стран Залива — Омана, Йемена и Катара. Кара также встретился с президентом Западной Сахары Абделькадер Талеб Умаром, что вызвало протесты официального Марокко. Министр Кара провел переговоры с присутствовавшими на инаугурации президентами Колумбии, Гватемалы и Парагвая: речь шла об укреплении отношений между странами и совместной борьбе с терроризмом. Встреча стала возможной благодаря проводимой политике американского президента Трампа по налаживанию мира на Ближнем Востоке.
В мае 2025 года президент Эквадора Даниэль Нобоа посетил Израиль с официальным визитом. В его рамках он встретился в главой правительства Биньямином Нетаньяху и президентом страны Ицхаком Герцогом. Политики обсудили укрепление сотрудничества между странами — в том числе создание эквадорского центра инноваций в Иерусалиме. Нобоа пригласил Нетаньяху посетить его страну с ответным визитом.

## Сотрудничество

### В сфере науки
В 1999 году экспорт банановых культур из Израиля в Эквадор был приостановлен. После проверок было установлено, что ростки были заражены особым вирусом и они продавались под маркой «сделано в Израиле», хотя на самом деле это не соответствовало действительности. Таким образом, в 2005 году экспортные разрешения на эти культуры были обновлены после визита правительственных чиновников Эквадора в Израиль. В октябре 2014 года после принятия решения об основании национального института инноваций и предпринимательства в Эквадоре, делегация эквадорских министров посетила Израиль. Целью этого визита было изучение израильского опыта в полевых условиях. На встрече с представителями министерства промышленности, торговли и труда, один из членов делегации заявил, что «мы здесь, чтобы учиться у самых лучших».

### Армия
В 1963 году Эквадор и Боливия стали первыми странами в Южной Америке, которые переняли главную идею модели НАХАЛЬ (англ.), которая включает в себя военные рамки при сельскохозяйственных работах. В 1970-х годах Эквадор закупил у Израиля несколько самолётов «Нешер»; поставки начались в 1977 году. В 1981 году также были закуплены несколько самолётов «Кфир», через 5 лет после первого заказа, который позже был одобрен. Два государства подписали договор о техническом обслуживании самолетов, приобретенных у Израиля, среди них самолет «IAI Arava», а также обслуживание самолётов местной авиационной компании «Ecuatoriana» (англ.).
По состоянию на 2013 год эквадорская армия все ещё использует самолеты «Кфир», а также ракеты «воздух-воздух» типа «Питон», производства Израиля.

### Разное
В апреле 2010 года в рамках программы ООН Model Forum участвовали группы студентов из разных стран. Группа студентов из Эквадора решила представлять Израиль. Затем студенты были приглашены в Израиль на полгода и обучались здесь, в том числе на семинарах, которые проводил заместитель израильской делегации в ООН.
В декабре 2014 года вышел совместный выпуск филателистических марок «Орхидеи». На одной марке изображены два вида орхидей: Ophrys fuciflora растет в Израиле, а Dracula simia растёт в Эквадоре.
После того, как землетрясения стали причиной многих разрушений в Эквадоре и Японии в апреле 2016 года, израильские группы помощи присоединились к международной спасательной операции в этих странах.
В апреле 2019 года стало известно о том, что Израиль помогает Эквадору в отражении многочисленных хакерских атак на правительственные сервера и сайты, которые могут быть результатом выдачи Великобритании создателя WikiLeaks Джулиана Ассанжа. Эквадорское правительство сообщает, что под ударом оказались сайты президента страны, министерств, центрального банка, налогового управления.

## Напряжённости в отношениях
Несколько раз Эквадор протестовал против действий Израиля и отзывал своего посла в этой стране для консультаций. Примером таких действий могут быть: инцидент с перехватом флотилии, направлявшейся в Газу в июне 2010 года. Эквадор протестовал против действий АОИ также как и Никарагуа, которая вдобавок ко всему разорвала дип. отношения с еврейским государством.
Во время операции «Нерушимая скала» в 2014 году Эквадор стал первой страной, которая решила отозвать своего посла из Израиля для консультаций.
Во время сессии Генассамблеи ООН в декабре 2016 года посол Эквадора в ООН процитировал заявление Фиделя Кастро, сравнив нацизм с сионизмом. После этого заявления, Израиль выразил ноту протеста эквадорскому послу в Израиле.

## Эквадорцы в Израиле
В конце 2023 года на фоне военного конфликта между Израилем и Сектором Газа, а также последовавшим после терактов 7 октября 2023 года отзывом разрешений на работу палестинцам в Израиле, глава израильского МИДа Эли Коэн обсудил возможность ввоза в Израиль рабочих из Эквадора на встрече с министром иностранных дел Эквадора Габриэлой Зоммерфельд. Политики встретились в Аргентине на инаугурации новоизбранного президента этой страны Хавьера Милея. На встрече речь шла о выдачи разрешений на работу 25 000 эквадорцам.